# 盛女愛作戰
《盛女愛作戰》（英語：Bride Wannabes）是電視廣播有限公司拍攝製作的真人實境秀節目，亦是編審／編導岑應的真人秀節目系列之一，全節目共10集，由蘇玉華作旁白。節目以探討香港單身女性、「港女」現象及男女關係作主題，「中女」、「剩女」等30歲以上香港未婚女性數字不斷上升的社會現象。由於節目收視成績可觀，節目於第二周播放獲得Orihiro研瘦美減肥茶冠名特約贊助。
節目由籌備至拍攝完成將約10個月，於2011年拍攝，以6個月時間追蹤5位香港單身女性的求愛經歷。於半年內女主角們接受一班化妝師、髮型師幫助，進行外形大改造；由兩性關係導師，學習吸引異性、兩性相處之道及心理學等技巧；由婚姻介紹所顧問介紹對象，參加單身派對、快速約會等社交活動。
節目由無綫前總經理陳志雲策劃，無綫新聞及公共事務科製作《星期二檔案》之“港男港女”系列的團隊攝製，編導及節目統籌岑應則為《星期二檔案》編輯。
節目於首週播映後成為全城熱話，備受網民及傳媒關注及討論區，無綫於是製作衍生節目《盛女駕到》，披露《盛女愛作戰》誕生背後的故事及過程，以及播映未曝光之片段。邀請盛女主角及各星級教練現身說法。

## 簡介
香港剩女問題嚴重，5位香港單身女士Gobby、Suki、Bonnie、Mandy及Florence都十分渴望愛情，然而因為種種原因一直獨身。她們在6個月內，由一班專家協助進行大改造，最後由婚姻介紹所顧問幫助她們逐一介紹對象。節目以真實紀錄片形式，由蘇玉華以旁白講述5位女主角在半年內的遭遇。每集節目追蹤她們接受改造的進展、心路歷程，以及她們與男主角交往的故事發展，6個月後看看她們能否成功覓得如意郎君。參與者和「導師」均沒有金錢報酬，但女主角接受的「改造」卻完全免費。

## 參加者
- Gobby，30歲，快餐店經理，離婚、育有一名9歲女兒。
- Suki，28歲，銀行職員，曾任職於中銀香港及東亞銀行，因為與參加者Mandy的朋友Zion成為情侶，故在第六集退出真人騷節目，最後僅其覓得男朋友，二人並於2014年6月15日結婚，成為首位最終成功結婚的參加者。[6]
- Bonnie (繆婉嫻)，29歲，曾經留學澳洲，回流香港後擔任市場推廣工作。因爲有「女版錢嘉樂」的稱號而爲人熟悉。
- Mandy，39歲，高級客戶經理，古巨基《鑽石敗犬》MV女主角，傳媒報導指與節目編導岑應為好友[2]，亦有傳聞指她身邊其實不乏異性，在節目中「做媒」，但被當事人否認。她以自己了解本身的擇偶要求，不需依靠《盛女》這節目找尋對象為理由，在第六集退出節目。但她最終亦覓得男朋友Guy並已訂婚，二人亦出席Suki和Zion的婚禮[6]。
- Florence，40歲，香港教育學院財務處助理財務經理，碩士學歷，直到現時才談過一次戀愛，婚姻介紹所老闆Mei Ling曾指她的擇偶條件並不現實。由於她在節目中擇偶條件過高，故此亦飽受網民批評。

## 導師
- 梁穎妍（Winnie）：38歲，“人生教練”，美容專欄作者，曾整容，曾擔任蘋果日報記者，網上具爭議性人物[3][7]。
- 郭政彤（Santino）：28歲 (2012年)，兩性關係導師，任職設計，曾離婚，於網上電台OurRadio開設《香港把妹達人》，2010年與網台合辦兩性關係課程[8]，同年參加tvb.com舉辦的網上約會真人秀節目《10分試愛》[9]。他是節目中備受爭議的導師之一，其間他被指曾邀請兩位朋友拍攝節目「做媒」[10]。
- 吳美玲（Mei Ling）：鑽石膠人
- 梁賀婷（Jessica）：星級化妝師 	http://www.jessup.com.hk （页面存档备份，存于）
- Eva：溝通技巧教練
- Angel Li李玫玫：形象指導, Iposh 創辦人 http://facebook.com/iposh.imageconsultancy （页面存档备份，存于）
- Connie：姻緣配對顧問
- Jamie：髮型師
- 謝愷琪：醫生
- 曹佑謙：心理培訓導師
- 張玉珊：纖體公司老闆
- 陳莉敏（Queenie）：40歲，“美容達人”，95年落選香港小姐，曾任空姐及模特，分別在 Yahoo blog和Youtube分享整容心得兼教人扮靚。
- 林希樺：人生導師

## 其他人物
- Maggie：電台主持
- 梁賀琪博士 (Dr June Leung)：大型補習社遵理學校創辦人，其表妹是伍詠薇。
- 孫柏文，獨立股市評論員，在節目中以男性立場評論香港女性[11]
- 伍經衡（Richard）：大型補習社遵理學校創辦人之一，亦爲該校的英文補習導師及校長，藝人伍詠薇為其妹
- 范振鋒（Ricky）：電台DJ
- 林盛斌（Bob）：電台、電視節目主持

## 盛女駕到
由於節目首週播映以來惹來全城熱話，備受網民及傳媒關注，討論區、社交網議論紛紛，成為無線近年晚間10時半時段最高收視節目，無綫於2012年4月13日晚錄影衍生節目《盛女駕到》，由陳芷菁、蒙嘉慧、卓韻芝、呂慧儀主持，一連3集，為大家披露《盛女愛作戰》誕生背後的故事及過程，以及播映未曝光之片段。邀請盛女主角現身說法，分享最新近況；更邀到節目中各星級教練現身，由主持質問他們的專業資格、對男女之間及自己的感情事、對盛女們又有何忠告等看法。於4月14日（週六）晚8點30分、4月22日及29日（週日）10點30分播出。

## 收視
以下為《盛女愛作戰》於翡翠台和高清翡翠台之收視紀錄： 
| 週次 | 集數  | 日期                  | 平均收視 | 最高收視 | '備註                                                                                            |
| 1    | 01-05 | 2012年4月9日-4月13日  | 26點     | 29點     | 4月9日首播：（平均）24點 4月10日：（平均）25點；（最高）26點 4月11日：（平均）26點；（最高）27點 |
| 2    | 06-10 | 2012年4月16日-4月20日 | 25點     |          |                                                                                                  |

以下為特備節目《盛女駕到》於翡翠台和高清翡翠台之收視紀錄： 
| 日期                | 平均收視 | 最高收視 |
| 2012年4月14日（六） | 23點     | 26點     |
| 2012年4月22日（日） | 18點     |          |
| 2012年4月29日（日） | 15點     |          |

## 坊間迴響與批評
節目首播後引起市民熱切關注，亦惹來網民及傳媒的極大迴響，討論區、社交網議論紛紛，對各參加者及各導師進行評論，成為全港熱話。無綫電視亦接獲4個觀眾意見，指節目有創意、真實。
不過該節目也引來不少專家及學者批評，無綫電視及通訊事務管理局共收到147宗投訴，主要指節目貶低女性，節目意識不良，以及有歧視及廣告成分。此外有傳聞指節目五位參與者，以及一眾參與者所約會的某些男性，是找人「做媒」而來，真人騷一說成疑。
由精神科醫生、臨床心理學家及學者等專業人士組成的「向盛女愛作戰說不」連線，不滿無綫製作的《盛女》節目，將單身女士標籤為「剩女」，灌輸「女人嫁不出就是失敗」的錯誤價值觀。該組織在4月16日舉行記者會，出席者有精神科專科醫生曾繁光、香港中文大學社會學系副教授蔡玉萍、前香港理工大學社會科學系副教授何芝君，以及《字花》編輯洪曉嫻，他們席間作出以下3點抗議：
1. 踢走偽心理學專家：學者批評節目中的專家意見，純屬似是而非的坊間心理學[16]。
2. 拒絕植入美容廣告：學者批評該節目中充斥著軟性的「植入式廣告」[16]，據前理工大學社會科學系副教授何芝君統計，首五集《盛女》已有23個疑似植入式廣告[17]，主要包括約會公司、婚姻介紹所、餐廳食肆及纖體美容公司等。雖然無綫聲稱在節目中出現的商戶均不用付費，只需借出場地或向女主角提供免費療程，但何芝君指，這些商戶可在逾百多萬人收看的平台亮相，節目尾聲時又會將商戶及所謂專家名字逐一展示，究竟商戶有沒有從中得益，可謂不言自明[17]。
3. 不要單一美麗定義：蔡玉萍指該節目將無伴侶，主要歸咎於女性性格缺失及外表缺陷，但事實上兩性問題還受到性別分隔等環境與文化因素影響。此外《字花》編輯洪曉嫻指，靠Speed Dating同 Clubbing認識異性，根本沒有處理到當事人的人際關係，完全是銷售女性身體同婚姻，貶低女性之餘，亦同時貶低男性擇偶眼光[17]。

該組織亦要求無綫停播節目，及呼籲大家提出一人一信向通訊事務管理局投訴，向政府及無綫表達不滿。
著名精神科專科醫生曾繁光質疑，節目內的「人生教練」、心理專家與參加者Gobby的溝通和互動，是以挖瘡疤和激將法為主，質疑他們的做法不妥，可能會對當事人造成「二度傷害」。對於兩性專家郭政彤Santino在節目中提到與異性溝通時，需保持45度角姿勢，精神科專科醫生曾繁光坦言，從未聽過有關理論，他指跟異性傾談最重要是正眼看人，有研究指異性之間四目交投超過 20秒，發生戀愛既機會可以大很多。側身與別人傾談會有較好效果，但並非硬性規定要45度。
註冊臨床心理學家葉劍青亦指出，節目內的「專家」以攻擊當事人的自信為主，否定當事人一直信奉的價值觀，從而灌輸另一套價值觀或處事手法，實際上這種做法相當危險。他指一般臨床心理學家，絕不會以挖瘡疤和激將法方式的交談手法與求助者交流，若事主得不到適當的情緒紓緩，反而影響社交生活。
在面對坊間眾多的批評下，《盛女》參與者之一的Bonnie回應，該節目沒有貶低女性，至於談到節目中植入不少美容和整容廣告，Bonnie稱這取決於個人選擇，並以另一參與者Florence作例子，指她覺得無需要整容，可有權不接受，並稱自己都沒有整容，只是做一些醫學美容，而醫學美容在現時的香港社會十分普遍。
另一方面，節目中擔任「人生教練」的梁穎妍（Winnie）回應，節目「既沒有除衫又沒有意識不良」，不需要腰斬，又稱自己從沒提倡女士要整容才能獲男士青睞。對於自己的資格和說服力成疑，她回應稱自己專業沒有什麼銜頭或文憑，認為沒需要交代。至於有網民指自己30多歲仍沒拍拖，根本無資格教人談戀愛，她表示網上傳言純屬不實，稱在節目拍攝期間才跟男友分手。
無綫節目發展分部助理總監彭濟材回應坊間的批評時稱，《盛女》是反映香港的社會現象，又強調參加者是公開招募，「沒有做媒」。另一方面，無綫外事部副總監曾醒明回應，會虛心聆聽不同意見，但強調不會停播。曾醒明又指，節目中的專家皆由編導岑應介紹，並得知他們有一定經驗，但無直接回應無綫有否確認他們的專業資格。

## 資料來源
1. ↑  盛女愛作戰煞科篇 的存檔，存档日期2012-04-11.
2. 1 2 3  盛女收得 盛男準備出擊 Mandy多人追遭質疑做媒 （页面存档备份，存于） 蘋果日報，2012年4月13日
3. 1 2  鬧爆《盛女》參賽者　整容 Winnie：抵佢哋死 （页面存档备份，存于） FACE，2012年4月11日
4. ↑  .   [2012-04-14]. （原始内容存档于2016-03-04）.
5. ↑  .   [2012-04-15]. （原始内容存档于2017-02-06）.
6. 1 2  .   [2014-06-16]. （原始内容存档于2016-03-04）.
7. ↑  .   [2012-04-11]. （原始内容存档于2012-03-17）.
8. ↑  .   [2012-04-13]. （原始内容存档于2017-07-14）.
9. ↑  10分試愛 郭政彤 參加者資料 （页面存档备份，存于） tvb.com
10. 1 2  爽報：被爆做鴨 Santino陪女外遊收萬二 （页面存档备份，存于），2012年4月18日
11. 1 2  黃洋達：人生教練有問題 （页面存档备份，存于） 蘋果日報，2012年4月13日
12. 1 2  . 東方日報. 2012-04-24  [2012-04-24]. （原始内容存档于2013-06-09）. 《盛女愛作戰》熱爆全城，上周平均收視25點，不過通訊事務管理局接獲了137宗投訴，觀眾不滿節目中介紹尋找伴侶途徑的內容，指意識不良和涉及歧視和廣告的成分。無綫亦接到10宗投訴，指節目貶低女性、傳遞錯誤訊息、節目浮誇等，但亦有4宗讚賞，指節目有創意及真實。
13. 1 2 3 4  星島日報：《盛女》被轟無綫拒停勢添食[]，2012年4月17日
14. ↑  蘋果日報：盛女疑點越揭越多 Bonnie冧平頭仔被指做媒，2012年4月15日
15. ↑  蘋果日報：醬油男自爆係媒，2012年4月17日
16. 1 2 3 4  AM730：專家理論被指無根據 無綫照播《盛女愛作戰》 （页面存档备份，存于），2012年4月17日
17. 1 2 3 4  蘋果日報：盛女愛作戰 民間大反彈，2012年4月17日
18. 1 2 3  明報：醫生轟盛女「專家」教壞人 的存檔，存档日期2012-04-18.，2012年4月17日
19. ↑  星島日報：「盛女」Bonnie 力撐無貶低女性，2012年4月18日
20. ↑  明報：《盛女》收視29點慶功 的存檔，存档日期2012-07-25.，2012年4月17日

## 外部連結
- 無綫電視節目網頁 - 盛女愛作戰 （页面存档备份，存于）
- 無綫電視節目網頁 - 盛女駕到 （页面存档备份，存于）

## 電視節目的變遷
| 香港 無綫電視翡翠台、高清翡翠台 星期一至五 22:30-23:00 時段 | 香港 無綫電視翡翠台、高清翡翠台 星期一至五 22:30-23:00 時段 | 香港 無綫電視翡翠台、高清翡翠台 星期一至五 22:30-23:00 時段 |
| ----------------------------------------------------------- | ----------------------------------------------------------- | ----------------------------------------------------------- |
|                                                             | 盛女愛作戰 （2012.04.09 - 2012.04.20）                      |                                                             |
| 靚人靚湯 （2012.03.20 - 2012.04.06）                        | 700萬人的數字 （2012.04.23 - 2012.06.01）                   |                                                             |

| 香港 無綫電視翡翠台、高清翡翠台 星期六 20:30-21:30 時段 | 香港 無綫電視翡翠台、高清翡翠台 星期六 20:30-21:30 時段 | 香港 無綫電視翡翠台、高清翡翠台 星期六 20:30-21:30 時段 |
| ------------------------------------------------------- | ------------------------------------------------------- | ------------------------------------------------------- |
|                                                         | 盛女駕到（第1集） （2012.04.14）                        |                                                         |
| 千奇百趣高B班 （2012.02.25 - 2012.04.07）               | 千奇百趣高B班 （2012.04.21 - 2012.06.16）               |                                                         |

| 香港 無綫電視翡翠台、高清翡翠台 星期日 22:30-23:30 時段           | 香港 無綫電視翡翠台、高清翡翠台 星期日 22:30-23:30 時段 | 香港 無綫電視翡翠台、高清翡翠台 星期日 22:30-23:30 時段 |
| ----------------------------------------------------------------- | ------------------------------------------------------- | ------------------------------------------------------- |
|                                                                   | 盛女駕到（第2-3集） （2012.04.22 - 2012.04.29）         |                                                         |
| 第三十一屆香港電影金像獎頒獎典禮 （2012.04.15） （19:55 - 23:30） | 三個女人一個墟 （2012.05.06 - 2012.06.17）              |                                                         |